# Piotr Fischer
Piotr Stefan Fischer (ur. 1954 w Gliwicach) – polski architekt, absolwent Wydziału Architektury Politechniki Śląskiej w Gliwicach.
Laureat wielu konkursów architektonicznych. Autor szeregu realizacji. Działacz Stowarzyszenia Architektów Polskich (SARP), Izby Architektów (IARP) i Klubu Architektów Narciarzy i Tenisistów (KLAN). Sędzia konkursowy SARP. Rzeczoznawca budowlany. Żona Halina anglista, syn Marcin filmowiec, córka Agata fotografik, syn Szymon projektant form przemysłowych.

## Kariera zawodowa
W 1978 ukończył studia na Wydziale Architektury Politechniki Śląskiej w Gliwicach. W roku 1985 uzyskał uprawnienia budowlane, a w 1992 prawa twórcy nadane przez Ministra Kultury. W latach 1978–1985 pracował w biurze projektów Inwestprojekt Gliwice, a w latach 1986–2002 prowadził wraz z Henrykiem Nawratkiem biuro „Nawratek i Fischer – Architekci” sp. z o.o. Od 2002 do 2018 r. prowadził własne biuro projektowe „Arcadia”, obecnie prowadzi indywidualną praktykę twórczą.

## Działalność społeczna i organizacyjna
od 2010
prezes Klubu Architektów Narciarzy i Tenisistów KLAN przy Zarządzie Głównym SARP.
2002–2014
wiceprzewodniczący Rady Śląskiej Okręgowej Izby Architektów w Katowicach
1991–2009
członek zarządu oddziału Stowarzyszenia Architektów Polskich SARP w Katowicach
od 1991
członek kolegium Sędziów Konkursowych SARP oddział w Katowicach (sekretarz, wiceprzewodniczący 1989–1992)

## Projekty i realizacje (wybór)
- Biurowiec Radan w Gliwicach
- Biurowiec firmy BP w Gliwicach
- Koncepcja nowego centrum nad DTŚ – Gliwice
- Przebudowa budynku mieszkalnego ul. Ligonia w Gliwicach – współautor arch. E. Jasek (projekt wnętrz)
- Zespół domów jednorodzinnych w Pyskowicach
- Strażnica OSP w Chudowie
- Rozbudowa Szkoły Podstawowej w Ligocie Czechowickiej, Nawratek i Fischer-Architekci – współautor arch. H. Nawratek
- Szkoła w Piotrowicach
- Hala sportowa w Wielowsi
- Kompleks sakralny św. Barbary ul. Górnośląska w Rudzie Śląskiej, Nawratek i Fischer-Architekci – współautor arch. H. Nawratek, arch. B. Brzózka (koncepcja)[7]
- Hala Agrorynek w Gliwicach
- Fabryka Gaster w Pyskowicach
- Szkoła Podstawowa nauczania początkowego, ul. Gila – Ruda Śląska, Nawratek i Fischer-Architekci – współautor arch. H. Nawratek
- Szkoła Gliwice, Sośnica
- Kompleks oświatowy w Gierałtowicach, Nawratek i Fischer-Architekci, – współautor arch. H. Nawratek
- Przebudowa Katedry św. Apostołów Piotra i Pawła w Gliwicach, Nawratek i Fischer-Architekci, – współautor arch. H. Nawratek
- Rozbudowa Szkoły Podstawowej nr1 w Leszczynach-Czerwionce, Nawratek i Fischer-Architekci, – współautor arch. H. Nawratek
- Budynek mieszkalny w Osiedlu im. Sempołowskiej w Bytomiu, współautor arch. H. Nawratek
- Budynek mieszkalny ul. Westerplatte w Rudzie Śląskiej, Inwestprojekt Gliwice, współautor arch. H. Nawratek

## Nagrody i wyróżnienia
- Wyróżnienie w konkursie „Zielony dach” za projekt przedszkola w Gliwicach Sośnicy (Saint-Gobain Isover Polska sp.z o.o., Fundacja Krajowe Forum Budownictwa i Architektury), 2002 r., współautor H. Nawratek
- Wyróżnienie w konkursie Urzędu Miejskiego w Knurowie „Centrum Nowego Miasta”, 2000 r.
- Nominacja do „Nagrody Roku” za projekt rozbudowy szkoły podstawowej w Leszczynach w ramach Wojewódzkiego Przeglądu Architektury, 2000 r., współautor H. Nawratek
- II miejsce w plebiscycie czytelników Gazety Wyborczej „Architektura roku 1999” realizacji przedszkola 3-oddziałowego w Gierałtowicach, kwalifikacja do Nagrody Roku SARP, 1999 r., współautor H. Nawratek
- I nagroda w konkursie zamkniętym Urzędu Miejskiego w Dąbrowie Górniczej na projekt wielofunkcyjnej hali widowiskowo-sportowej w Parku Hallera, 1997 r., współautor B. Brzózka, M. Lisiak, H. Nawratek
- I nagroda w konkursie zamkniętym Urzędu Miejskiego w Czechowicach-Dziedzicach na projekt rozbudowy szkoły podstawowej w Ligocie, 1996r., współautor H. Nawratek
- Wyróżnienie w konkursie „Architektura Roku ‘95” w kategorii „Projekt Roku” za projekt Parku Hallera w Dąbrowie Górniczej, współautorzy H. Nawratek, B. Brzózka
- I nagroda „Warsztatów Zagłębiowskich ‘94” za koncepcję programowo – przestrzenną terenu „Parku Hallera” w Dąbrowie Górniczej, 1994 r., współautorzy H. Nawratek, B. Brzózka
- Wyróżnienie Nagrody Roku SARP 1993 i wyróżnienie Wojewódzkiego Przeglądu Architektury 94 za projekt i realizację szkoły podstawowej w Rudzie Śląskiej, ulica Kukułcza, Gilów, współautor H. Nawratek
- I nagroda w konkursie zamkniętym Urzędu Miejskiego w Bytomiu na koncepcję zagospodarowania Placu Sikorskiego w Bytomiu, 1992 r., współautor H. Nawratek
- I nagroda w konkursie zamkniętym Urzędu Miejskiego w Leszczynach na koncepcję budowy szkoły samorządowej w Leszczynach, 1992 r., współautor H. Nawratek
- Wyróżnienie w konkursie SARP na zagospodarowanie otoczenia dworca PKP w Katowicach, 1992 r., współautorzy H. Nawratek, B. Brzózka
- Wyróżnienie Wojewódzkiego Przeglądu Architektury 90 za realizację budynków mieszkalnych w Rudzie Śląskiej i Bytomiu, 1990 r., współautor H. Nawratek
- Nagroda Związku Architektów ZSRR w międzynarodowym konkursie „Rehabilitacja zaułka Dajewa w Moskwie” 1989 r., współautorzy Rafał Winiewicz, Witold Gawłowski
- Wyróżnienie Nagrody Roku SARP 1988 za realizację budynku plombowego w Rudzie Śląskiej, 1988 r. współautor H. Nawratek
- I nagroda w konkursie zamkniętym SARP na projekt koncepcyjny Spółdzielczego Domu Handlowego w Częstochowie przy Al. NMP, 1988 r., współautorzy H. Nawratek, B. Brzózka
- Wyróżnienie honorowe z okazji Wojewódzkiego Przeglądu Architektury 87, 1987 r., współautor H. Nawratek
- Wyróżnienie Wojewódzkiego Przeglądu Architektury Katowice ‘84 za projekt kompleksu sakralnego św. Barbary w Rudzie Śląskiej, 1984 r., współautorzy H. Nawratek, B. Brzózka
- II nagroda (I nie przyznano) w konkursie zamkniętym SARP na koncepcję urbanistyczno-architektoniczną dzielnicy Witeradów w Olkuszu, 1984 r., współautorzy H. Nawratek, B. Brzózka[7]
- I miejsce w zamkniętym konkursie Kurii Biskupiej w Opolu na „Koncepcję Kościoła Rzymsko-Katolickiego, Gliwice – Trynek”, 1983 r., współautorzy H. Nawratek, B. Brzózka
- II wyróżnienie w konkursie SARP na plan zagospodarowania przestrzennego dzielnicy Złotno w Łodzi, 1981 r., współautor H. Nawratek[7]
- Wyróżnienie w konkursie SARP nr 642 na Centrum Miasta Kostrzyna, 1980 r., współautor H. Nawratek[7]
- I nagroda w konkursie zamkniętym SARP na koncepcję zagospodarowania przestrzennego KBM-13 w Rybniku, 1980 r., współautorzy H. Nawratek, E. Heyda, R. Gaczyński, B. Fedas
- Nagroda Centralnego Związku Spółdzielczości Budownictwa Mieszkaniowego za projekt przedszkola 4-ro oddziałowego w Siemianowicach Śląskich, 1980 r., współautor H. Nawratek
- II wyróżnienie w otwartym konkursie SARP nr 634 na „Koncepcję zespołu mieszkaniowego w niskiej intensywnej zabudowie w dzielnicy Chełm Orunia-Górna w Gdańsku”, 1980 r., współautor H. Nawratek
- Wyróżnienie II stopnia w otwartym konkursie SARP nr 633 na Śródmieście Miasta Będzina, 1979 r., współautor H. Nawratek

## Sędziowanie i organizacja konkursów architektonicznych
- Bulwary nad Nacyną, Pszczyna, konkurs krajowy – sędzia
- Dzielnica mieszkalna Bielsko-Biała, konkurs krajowy – sędzia
- Juror Ogólnopolskiej Nagrody Roku SARP 2004
- Rozbudowa Filharmonii Śląskiej w Katowicach, konkurs krajowy – przewodniczący sądu konkursowego współautor, regulaminu, 2008
- Muzeum Śląskie w Katowicach, konkurs międzynarodowy – sędzia referent, współautor regulaminu, 2008
- Międzynarodowe Centrum Kongresowe w Katowicach, konkurs międzynarodowy – sędzia referent, współautor regulaminu, 2008
- Nowa siedziba Narodowej Orkiestry Symfonicznej Polskiego Radia w Katowicach, konkurs międzynarodowy – sędzia referent, współautor regulaminu, 2008
- Nowy Wydział Radia i Telewizji Uniwersytetu Śląskiego im. Krzysztofa Kieślowskiego w Katowicach, konkurs międzynarodowy – sędzia referent, współautor regulaminu, 2011
- Stadion Miejski Ruchu Chorzów – przewodniczący sądu konkursowego, 2013
- Zagospodarowanie Bulwaru Filadelfijskiego w Toruniu – autor regulaminu, 2013
- Centrum Sztuki Mariacka w Katowicach, konkurs międzynarodowy – sędzia referent, współautor regulaminu, 2014
- Przedsięwzięcie Polaricum w Śląskim Ogrodzie Zoologicznym w Chorzowie, konkurs studialny – sędzia, autor regulaminu, 2016
- Interaktywne Centrum Bajki i Animacji przy Studiu Filmów Rysunkowych w Bielsku-Białej, konkurs międzynarodowy, przewodniczący sądu konkursowego, autor regulaminu, 2017
- Stadion Miejski z Halą Sportową w Katowicach, konkurs międzynarodowy, zastępca przewodniczącego sądu konkursowego, współautor regulaminu, 2018
- Plac Fabryczny w Bielsku-Białej – przewodniczący sądu konkursowego, 2018
- Udostępnienie w celach turystycznych Zespołu Wielkiego Pieca w Rudzie Śląskiej – zastępca przewodniczącego sądu konkursowego, 2019[8]
- Hospicjum Stacjonarne przy ul. Barbórki w Rybniku-Niedobczycach – przewodniczący sądu konkursowego, 2019[9]
- Parkingogaraż w Katowickim Centrum Kultury – zastępca przewodniczącego sądu konkursowego, 2020[10]
- Budowa Nowego Budynku Klinicznego wraz z Blokiem Operacyjnym celem Uzupełnienia Kompleksowości Realizowanych Świadczeń Onkologicznych Narodowego Instytutu Onkologii Państwowego Instytutu Badawczego im. Marii Skłodowskiej-Curie w Gliwicach – przewodniczący sądu konkursowego, 2021[11]
- Centrum Himalaizmu im. Jerzego Kukuczki w Katowicach – sędzia referent, 2021[12]
- Dzielnica Nowych Technologii, Katowicki Hub Gamingowo-Technologiczny, I i II Etap – sędzia referent, 2022–2023[13]

## Publikacje i wystawy
- Film Śląskiej Biblioteki Portretów Mówionych „Piotr Fischer” 2022
- Książka wydawnictwa Neriton „Sacrum i forma – współczesne kościoły Górnego Śląska” – dr Julia Sowińska 2006
- Książka wydawnictwa Universitas „Ideologie w przestrzeni – próby demistyfikacji” Krzysztof Nawratek Kraków 2005
- Architekt nr 5/2002 – Konkurs na zielony dach z wykorzystaniem Styroduru C- refleksje jurora. arch. Jerzy Grochulski
- Miesięcznik Uniwersytetu Siegen nr 3/2001 – Reisetagebuch einer Exkursion nach Gliwice. Gabriele Reschka.
- Katalog Wojewódzkiego Przeglądu Architektury 1987, 1990, 1994, 1997, 2000
- Miesięcznik Społeczno-Kulturalny Śląsk 7/2000; Andrzej Grzybowski „Architektura Górnego Śląska w XX wieku”
- Archivolta nr 1/99 Peter G. Fauset „Potrzeba krytycznego regionalizmu w architekturze polskiej”
- Gazeta Wyborcza 1.07.99r. „Wygrała palmiarnia”
- Gazeta Wyborcza 17.03.98r. „Nowy Bytom jeszcze nowszy”
- Architektura i Biznes, nr 2/98; Piotr Średniawa „Gliwice między starym a nowym miastem”
- Architektura i Biznes, nr 1/98; Ewa Szmeder „Dom w zielonej dolinie”
- Dziennik Zagłębiowski 5.02.97r.; Agnieszka Zielińska „Budowla XXI wieku – stanie szklana hala?”
- Nowiny Gliwickie 27.04.95r. „Plac zabaw na... dachu”
- Architektura – nr 2/94; Grzegorz Stiasny „Szkoła w Rudzie Śląskiej”
- Architektura i Krajobraz – kwartalnik Urzędu Wojewódzkiego w Katowicach i Fundacji Przestrzeni Górnego Śląska – jesień 1994 „Nawratek i Fischer – Architekci”
- Gazeta wyborcza 4.02.93r. „Klasy jak kamieniczki, dyrektor na ratuszu”
- Dziennik Zachodni 16.01.91r.; Marek Skocza „Okiem przechodnia – Wojewódzki Przegląd Architektury 90”
- Dziennik Zachodni 19.08.91r. „Miasto jak z bajki”
- Wystawa „Architektura Śląska”- Lille – Francja 1991
- Journal-Royal Institute of British Architects – Peter Fauset „New Polish Architekture”; June 1991
- Architektura – zeszyt „Śląski”, nr 6-7/91; Zyta Kusztra „Budynek w Rudzie Śląskiej”, „Europa w Leszczynach”, „Punkt katechetyczny w Rudzie Śląskiej”, „Punkt katechetyczny w Goduli”
- Wystawa i wykład – International Forum Architects – Builders – Environment, Gudauri Gruzja 1990
- Próba Lotu – wystawa młodej architektury górnośląskiej 1986

Twórczość graficzna:
- logo firmowe Zakładu Projektowania i Usług Inwestycyjnych "Inwestprojekt Gliwice"
- logo cyklu Biblioteki Śląskiej "Śląscy Twórcy Architektury"
- logo firmowe "Instytutu Dokumentacji Architektury"